# Ликсюткин, Виктор Фёдорович
Виктор Фёдорович Ликсюткин (4 сентября 1948, Воскресенск, Московская область — 2 апреля 2009) — советский хоккеист, нападающий. Мастер спорта СССР.
Воспитанник воскресенского «Химика», бронзовый призёр юношеского чемпионата СССР 1963/64. В первенстве СССР дебютировал в сезоне 1965/66 класса «Б» в составе раменского «Сатурна». Участник хоккейного турнира зимней Спартакиады народов СССР 1966 года в составе сборной Московской области. 11 сезонов (1966/67 — 1976/77) провёл в высшей лиге в составе «Химика». Бронзовый призёр чемпионата 1969/70. Четыре сезона отыграл в первой лиге за «Локомотив» Москва. В сезоне 1981/82 играл за австрийский «ВАТ Штадлау».
Провёл все три матча на международном хоккейном турнире 1968 года в составе второй сборной СССР.
Победитель неофициального чемпионата Европы юниорских команд (1967). Серебряный призёр первого чемпионата Европы среди юниорских команд (1968).
Серебряный призёр хоккейного турнира зимней Универсиады 1970.